# Крестовка (Херсонская область)
Крестовка (укр. Хрестівка) —  село в Каховском районе Херсонской области Украины. Административный центр Крестовской сельской общины.
Население по переписи 2001 года составляло 1694 человека. Почтовый индекс — 75225. Телефонный код — 5538. Код КОАТУУ — 6525481501.
В 1991 году сельский голова разрешил поселиться беженцам туркам-месхетинцам. На данный момент они составляют половину населения с. Крестовка.

## Местный совет
75225, Херсонская обл., Каховский р-н, с. Крестовка, ул. Ленина, 34